# Rivejern
Et rivejern er et køkkenredskab der bruges til at findele madvarer. Der findes mange forskellige udformninger af rivejern, og formen og størrelsen afhænger af hvilke slags madvarer der skal rives. F.eks. rives ost typisk på et groft rivejern, muskatnødder på et meget fint rivejern og gulerødder på et rivejern med en mellemstor hulstørrelse.
Nogle rivejern fungerer ved at man presser madvaren mod skæret og de findelte stykker kommer ud p den anden side. Andre rivejern er halvautomatiske, således at det der skal rives placeres i en kasse med rivejernet i bunden, og ved at dreje på et håndtag roterer skæret og madvaren rives. På denne måde skal der ikke bruges så mange kræfter. Man kan også få elektriske rivejern, som i løbet af kort tid river store mængder af madvarer.
Specielt fine rivejern benyttes til rivning af muskatnød og andre slags nødder. Ved fremstilling af marcipan blev der tidligere brugt en såkaldt mandelmølle, som er et cylinderformet rivejern med meget fine skær.